# Lysandra paucipunctaalbosagittata
Lysandra paucipunctaalbosagittata är en fjärilsart som beskrevs av Marcel Caruel 1939. Lysandra paucipunctaalbosagittata ingår i släktet Lysandra och familjen juvelvingar. Inga underarter finns listade i Catalogue of Life.